# Sergio Santamaría
Sergio Santamaría González (ur. 16 lipca 1980 w Maladze) – hiszpański piłkarz grający na pozycji pomocnika.

## Życiorys
Santamaría grał w juniorskich drużynach La Cala Moral i Málaga CF. W 1997 roku wystąpił na mistrzostwach świata U-17, na których strzelił dwa gole i zdobył Złotą Piłkę. W 1998 roku został zawodnikiem rezerw FC Barcelona, a w pierwszym zespole zadebiutował 19 maja 2000 roku. W pierwszej drużynie Barcelony zagrał ogółem sześć meczów. W latach 2001–2003 był na wypożyczeniu w Real Oviedo i Elche CF, gdzie grał regularnie. W sezonie 2004/2005 był graczem Deportivo Alavés, a w sezonie 2005/2006 reprezentował barwy Albacete Balompié. Później był piłkarzem klubów grających w niższych ligach hiszpańskich.

## Statystyki ligowe
| Sezon     | Klub                    | Liga               | Mecze | Gole |
| --------- | ----------------------- | ------------------ | ----- | ---- |
| 1998/1999 | FC Barcelona B          | Segunda División   | 11    | 0    |
| 1999/2000 | FC Barcelona            | Primera División   | 1     | 0    |
| 2000/2001 | FC Barcelona B          | Segunda División B | 25    | 6    |
| 2000/2001 | FC Barcelona            | Primera División   | 1     | 0    |
| 2001/2002 | Real Oviedo             | Segunda División   | 32    | 2    |
| 2002/2003 | Elche CF                | Segunda División   | 15    | 1    |
| 2003/2004 | FC Barcelona B          | Segunda División B | 31    | 2    |
| 2003/2004 | FC Barcelona            | Primera División   | 4     | 0    |
| 2004/2005 | Deportivo Alavés        | Segunda División   | 25    | 0    |
| 2005/2006 | Albacete Balompié       | Segunda División   | 31    | 0    |
| 2006/2007 | UE Sant Andreu          | Segunda División B | 25    | 3    |
| 2007/2008 | CD Logroñés             | Segunda División B | 28    | 3    |
| 2008/2009 | UD Alzira               | Segunda División B | 19    | 0    |
| 2009/2010 | Antequera CF            | Tercera División   | ?     | ?    |
| 2010/2011 | Alhaurín de la Torre CF | Tercera División   | ?     | ?    |
| 2012/2013 | Unión Estepona CF       | Tercera División   | ?     | ?    |